# Eugen Stjepan Višić
Eugen Stjepan Višić (Split, 2. kolovoza 1996.) je hrvatski kazališni i televizijski glumac.

## Životopis
Rođen je 2. kolovoza 1996. godine u Splitu. Završio je Opću gimnaziju i pohađao je Glazbenu školu (smjer gitara). Godine 2015. je upisao Akademiju dramske umjetnosti u Zagrebu, gdje je završio MA studij glume 2021. godine.
Glumom i glazbom bavi se odmalena kada je svoj put započeo sudjelovanjem na mnogobrojnim festivalima i mjuziklima. Pobijedio je na brojnim dječjim glazbenim festivalima. 
Njegov prvi značajniji autorski projekt je monodrama Ljubav koja se nije dogodila. Još koja je nastala kao Ispit iz govora. Glumio je u više radiodrama, a iza sebe ima i sudjelovanje na brojnim promocijama, tribinama i recitalima poezije , a radio je i kao voditelj na TV Jadranu i na Gradskom radiju . Govori engleski i talijanski jezik. Živi i radi u Zagrebu.
Dana 15. prosinca 2023. godine, proglašen je jednim od 24 natjecatelja na Dori 2024. s pjesmom "tišine."

## Filmografija

### Televizijske uloge
- "Ko te šiša" kao klijent #2 (2020.)
- "Metropolitanci" kao izvođač radova (2022.)

### Kazališne uloge
- "Dioklecijan" kao Sv. Duje (2015.)
- "Marko Polo" kao Marko Polo (2016.)
- "Mila Gojsalić" kao Knez (2017.)
- "Tirena" kao Radat i Vučeta (2017.)
- "Hekuba" (2018.)
- "Robin Hood" kao Princ i Dario (2021.)
- "Ljubavno pismo ili ljubav koja se nije dogodila. Još.", monodrama (autorski projekt, 2021.)
- "Darian, hrvatski kralj samopomoći" kao Emanuel (2021.)

### Radiodrame
- "Mali mrak" (2020.)
- "Priče za laku noć (Kišobran koji nije volio kišu, Nestrpljiva dokoljenka, Kad Mjesec ima želje, Gospođa jesen i list kesten, Drugi dan škole)" (2020.)
- "Noć supermjeseca Davora Špišića" (2020.)
- "Skica u ledu 1. dio" (2021.)
- "Skica u ledu 3. dio" (2021.)

## Nagrade i priznanja
- Nagrada "Zlatna krila", 1. Zagrebački festival monodrame[4]
- Nagrada hrvatskog glumišta za izuzetno ostvarenje mladih umjetnika do 28 godina[5][6][7][8][9]

## Vanjske poveznice
- Eugen Stjepan Višić u internetskoj bazi filmova IMDb-u (engl.)